# 関敬吾
関 敬吾（せき けいご、1899年7月15日 - 1990年1月26日）は、日本の民俗学者・文化人類学者。専門は、口承文芸・昔話研究。

## 人物
長崎県出身。東洋大学を卒業後、柳田國男に学びながら民俗学の道に入る。第二次世界大戦後は連合国軍最高司令官総司令部民間情報教育局（CIE）に属し、鈴木栄太郎、竹内利美、小山隆、喜多野清一、桜田勝徳、大藤時彦、石田英一郎、馬淵東一といった社会学者、人類学者、民俗学者とともに日本の農山村社会の調査を行う。その後東京学芸大学教授、東洋大学教授、日本民族学会会長を歴任。第16回柳田賞受賞。
民俗学者としての関はヨーロッパの民俗学を積極的に摂取し、特にアンティ・アールネ（Antti Aarne）に代表されるフィンランド学派の強い影響のもとで昔話の分類・類型化を行い（物語の類型）、日本の説話をアジアやヨーロッパとの比較の中で研究した。その成果は『日本昔話集成』にまとめられている。
口承文芸研究という本来の専門以外にも、関は民俗学に関する多くの概説書、講座本を執筆しており、昭和中期の民俗学におけるその理論的貢献は大きい。特にカールレ・クローン（en:Kaarle Krohn）の『民俗学方法論』を訳出したり（1940）、ドイツ民俗学（Volkskunde）などの学説史を逐一紹介することを通じ、日本民俗学を海外との接続で捉えたりする点は、ドメスティックな学問に陥りがちな民俗学の世界において貴重な存在であった。
またドイツ語に堪能でヨーロッパの民俗学理論に通じた関は、ウィーン学派の流れをくむ岡正雄ら当時の民族学者・人類学者とも交流を持っており、日本の民俗学と文化人類学の橋渡し役でもあった。しかし戦後の日本民俗学は和歌森太郎や福田アジオら歴史学（日本史）との協働を目指す歴史民俗学が中心となり、文化人類学的な方法論との親密さを持った関の現在での評価は、彼が果たしてきた仕事に比すると決して高いとは言い難い。

## 主な著書
- 『日本民俗学入門』上・下（東洋堂、柳田國男との共著だが、序文以外は関が執筆） 1947年
- 『民話』（岩波書店） 1955年
- 『日本昔話集成』全6巻（角川書店）
第1部「動物昔話」 1950
第2部1「本格昔話」 1953
第2部2「本格昔話」 1954
第2部3「本格昔話」 1955
第3部1「笑話」 1957
第3部2「笑話」 1958
- 『昔話と笑話』（岩崎美術社、民族民芸双書8） 1966年
- 『昔話の歴史』（至文堂） 1966年
- 『秘められた世界』（毎日新聞社、日本人物語5） 1969年
- 『日本昔話大成』全12巻（角川書店） 1978 - 1980年
- 『関敬吾著作集』全9巻 （同朋舎出版）1980 - 1982年

## 翻訳
- 『民俗学方法論』（カールレ・クローン、岩波文庫） 1940年
- 『昔話の比較研究』（アンティ・アールネ、民族民芸双書40） 1969年